# Castel Reinegg
Castel Reinegg o Reineck (o anche italianizzato in Castel Regino; in ted.: Burg Reinegg) è un castello medievale che si trova poco ad est del paese di Sarentino (BZ).

## Storia
Il mastio e la cappella risalgono al XIII secolo - la prima menzione è del 1263 (castrum Sarentine) -, ma non sono da escludere costruzioni antecedenti. Caratteristica di questo maniero è il fatto che - nella sua conformazione originaria - il palazzo aveva un'unica grande sala, ornata da colonne gotiche. In questa sala si ha notizia di una grande festa per le nozze della figlia del castellano - signore di Velturno - con Alberto di Matsch, nel 1265.
Ancora del Duecento è la cappella dedicata a S. Giorgio (St. Georgskapelle) che vanta un affresco del 1250 ca., il più antico della valle.
La torre di ingresso merlata riporta gli stemmi della casa d'Austria e dei conti di Tirolo.
Dopo i Velturno, il castello cambiò più volte proprietà, così nel 1363 andò quale feudo asburgico al nobile Petermann von Schenna. Nel 1635 fu acquistato da David Wagner di Bolzano, capostipite di una famiglia di commercianti, che dal 1681 si fecero chiamare conti di Sarentino (Grafen von Sarnthein) e risiedevano per di più nel castel Kellerburg a Sarentino stessa. Il castello rimase di proprietà dei conti di Sarentino fino al 1963, quando fu acquistato dalla famiglia Vergerio.
L'11 aprile 2015 parte della cinta muraria del castello è crollata improvvisamente. Il crollo è stato ripreso in maniera fortuita da due turisti di passaggio.

## La leggenda dell'assedio
Una leggenda è legata alla nascita del castello. Intorno al 370 un esercito barbaro stava saccheggiando e depredando i borghi della zona, e puntava su Sarentino. Gli anziani decisero di stipare la torre di viveri e far rinchiudere la popolazione nel castello.

I barbari, misero sotto assedio il castello, ma - nonostante ripetuti tentativi - non riuscirono ad espugnarlo. L'assedio si protrasse: i barbari speravano di prendere il castello per fame. Due anni dopo l'assedio però durava ancora, e gli assedianti (ormai a corto di viveri) sentivano giungere dall'interno del castello rumori di banchetti. 

L'assedio fu tolto quando gli assediati scaraventarono giù dalle mura un bue arrostito. I barbari deposero le armi e si misero a coltivare i campi dei dintorni, abbandonati da tempo e nel frattempo cominciarono le trattative fra le due parti.

La situazione precipitò però quando uno dei barbari scoprì, scavando, la galleria attraverso la quale il castello era stato rifornito durante quei mesi. L'assedio fu immediatamente ripreso e la galleria ostruita. Poche settimane dopo, il castello capitolò, e pochi furono i sopravvissuti.
Un fondo di verità alla leggenda è dato dall'esistenza della galleria, che collega il castello ad un maso distante 600 metri, e dal ritrovamento di frecce con la punta in pietra in un fossato ai piedi della torre.